# Évolution en mosaïque

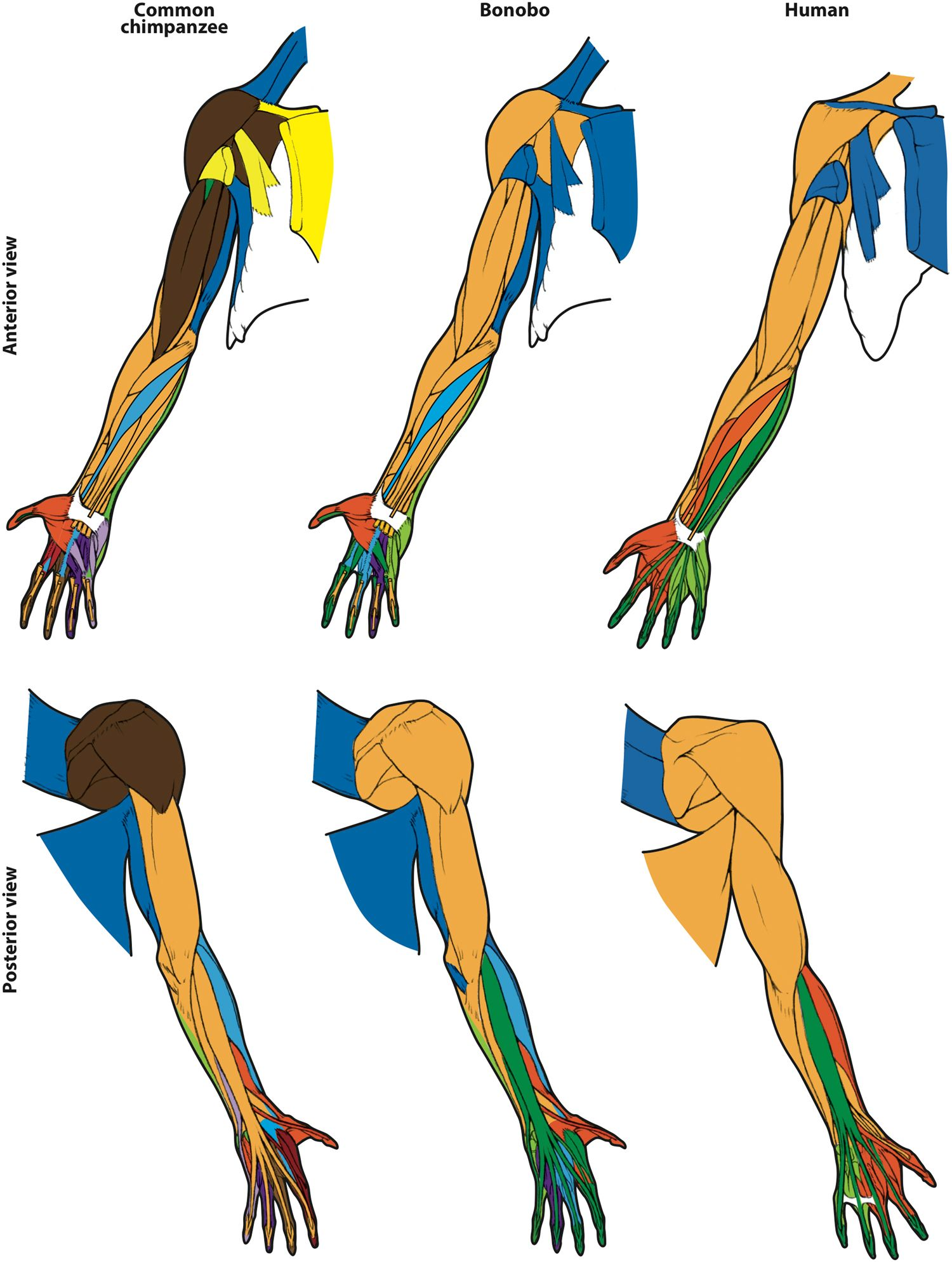
L'organisation modulaire musculo-squelettique des membres antérieurs (illustration) et postérieurs d'hominidés (chimpanzé, bonobo et homme) révèle une évolution en mosaïque avec certains caractères évolués et d'autres qui le sont moins.

L’évolution en mosaïque (ou évolution modulaire) est la conception suivant laquelle le changement évolutif survient dans quelques parties ou systèmes du corps sans qu'il y ait simultanément des changements dans d'autres parties. Une autre définition est que « les caractères évoluent à des vitesses différentes tant à l'intérieur des espèces qu'entre les espèces ». Le mélange de caractères ancestraux et dérivés résultant de ce processus est parfois appelé hétérobathmie.
Dans la théorie de l'évolution elle s'inscrit dans les tendances à long terme ou macroévolution. Cette conception a été développée en 1954 par le biologiste Gavin de Beer à l'occasion de l'étude de l’Archaeopteryx.

## Contexte
Dans la théorie néodarwinienne de l'évolution, telle que la présente Stephen Jay Gould, il y a place pour des développements différents quand une forme de vie atteint sa maturité plus tôt ou plus tard, dans la forme et la taille. La cause en est l'allomorphisme. Quand une créature croît en taille, les organes se développent à des rythmes différents. Ainsi, une « horloge hétérochronique » dispose de trois variantes: 1) le temps, comme une ligne droite; 2) la taille générale, comme une ligne courbe; 3) la forme, comme une autre ligne courbe.
Quand une créature est de taille importante, son évolution peut aller vers une réduction de taille, ou alternativement, elle peut maintenir sa taille d'origine ou, si elle est retardée, il peut en résulter une créature de taille plus grande. Cela ne suffit pas pour comprendre le mécanisme hétérochronique. La taille doit être combinée avec la forme, ainsi une créature peut conserver des caractéristiques pédomorphiques si sa forme est avancée ou présenter un aspect récapitulatif si sa forme est en retard. Ces noms ne sont pas très indicatifs du fait que dans le passé les théories sur le développement étaient fort confuses.
Dans son ontogenèse, une créature peut combiner des caractéristiques hétérochroniques dans six vecteurs, bien que selon Gould il y ait une certaine liaison entre la croissance et la maturité sexuelle. Une créature peut, par exemple, présenter certains traits de néoténie et des développements en retard, avec pour résultat des caractères nouveaux qui lui viennent d'une créature originelle par les seuls gènes de régulation. La plupart des caractères nouveaux de l'homme (par rapport aux singes qui leur sont étroitement apparentés) étaient de cette nature, ce qui n'implique pas de changement majeur dans les gènes structurels, comme on le pensait traditionnellement.

## Exemples
Les scientifiques ne prétendent pas qu'il s'agisse d'un modèle universel, mais il existe maintenant un large éventail d'exemples parmi de nombreux taxons différents.
Quelques exemples :
- L'évolution des hominidés : chez les Australopithèques : les débuts de l'évolution vers la bipédie et la modification de la ceinture pelvienne ont eu lieu bien avant que se produisît un changement notable dans le crâne, ou la taille du cerveau[7],[8].
- Archaeopteryx. Il y a près de 150 ans Thomas Henry Huxley a comparé Archaeopteryx avec un petit dinosaure théropode, Compsognathus. Ces deux fossiles provenaient du calcaire de Solnhofen en Bavière. Huxley a montré une grande similitude entre les deux, sauf pour les membres antérieurs et les plumes d'Archaeopteryx. Il a fait remarquer l'affinité fondamentale entre les oiseaux et les reptiles, qu'il a réunis dans le groupe des Sauropsides[9]. L'intérêt ici, c'est que le reste du squelette n'avait pas changé[10].
- Les campagnols des prés au cours des 500 000 dernières années[11].
- Le ptérosaure Darwinopterus. L'espèce type, D. modularis a été le premier ptérosaure connu à présenter à la fois des caractéristiques des ptérosaures à longue queue (rhamphorhynchoïde) et des ptérosaures à queue courte (ptérodactyloïdes)[12],[13].
- L'histoire évolutive des équidés, au cours de laquelle les changements importants ont eu lieu à des moments différents et non tous en même temps[14].
- L'histoire évolutive des mammifères, en particulier pendant le  Mésozoïque, fournit un exemple clair et parfaitement compris[15],[16],[17].

## Source de traduction
- (en) Cet article est partiellement ou en totalité issu de l’article de Wikipédia en anglais intitulé « Mosaic evolution » (voir la liste des auteurs).